# نهر جوكنك
نهر جوكنك (بالفارسية: رودخانه جوکنک) المعروف باسم نهر علاء ، هو نهر في قرية جوكنك ، مدينة رامهرمز ، محافظة خوزستان .
نهر جوكنك هو نهر عمره عدة آلاف من السنين وينبع من جبل Garun في سلسلة جبال مانغشيت بالقرب من أرض دشموخ . وبعد اجتياز مسار ، تنضم مياه سد جار ، الذي يقع في منطقة رودزارد ماشين ، إلى نهر علاء وبعد مرورها عبر الحافة الشرقية لقرية جوكناك وري سهول جوكناك ، تنضم إلى رامهرمز .
نظرًا لأن خوزستان مقاطعة حارة في فصل الصيف ، فقد أصبحت هذه القضية ذريعة للسكان المحليين والسياح للزيارة والسباحة في مياه نهر جوكنيك للتخلص من حرارة أجسامهم. يسافر السياح إلى جوكنك في جميع الفصول لقضاء أوقات فراغهم والاستمتاع على الشاطئ.
من بين السكان الأصليين لهذا النهر ، أولئك الذين يتنقلون إلى جوكنك ، كانت لغتهم أقرب إلى لير بختياري وتحدثوا. تم توطين عشائر مختلفة في القرى الواقعة على طول هذا النهر منذ الماضي.
1. 1 2  "سرشماری 1395 - نتایج سرشماری 95". مرکز آمار ایران. مؤرشف من الأصل في 2023-04-03.